# Igor' Gennad'evič Naumkin
Igor' Gennad'evič Naumkin (in russo Игорь Геннадьевич Наумкин?; Mosca, 10 agosto 1965 – Asti, 13 luglio 2022) è stato uno scacchista russo, Grande maestro.

## Biografia
Iniziò a giocare all'età di 5 anni, mosso dal padre, che gli insegnò i primi rudimenti. A 17 anni, nei Campionati di Mosca, batté quattro Grandi Maestri su nove in un torneo chiuso. Ottiene il titolo di Maestro Internazionale nel 1988 e di Grande maestro nel 1990. Muore per un attacco cardiaco ad Asti, mentre era ospite di alcuni amici, dove si era recato dopo aver tenuto una lezione presso il circolo scacchistico "Luigi Centurini" di Genova. L'Italia è stata la sua seconda patria: vi partecipava a molti festival scacchistici e vi risiedeva per buona parte dell'anno.

## Carriera
Alcuni tra i principali risultati:
- 1982  – 2º nel campionato russo juniores (under-18);
- 1987  – 2º nel campionato di Mosca;
- 1988  – vince il torneo di Karviná;
- 1990  – vince, alla pari con Valerij Nevjerov, il torneo di Voskresensk, ottenendo la terza norma di Grande Maestro;
- 1991  – partecipa al 58º e ultimo Campionato sovietico, realizzando +1 –1 =6;
- 2004  – vince il torneo di Spilimbergo;
- 2009  – vince il torneo di Amantea;
- 2010  – vince i tornei di Livigno, Positano e Spilimbergo;
- 2014  – vince il torneo di Roseto degli Abruzzi;
- 2015  – vince i tornei di Recco, Biella, Asti (6º Festival Internazionale “Vittorio Alfieri”) e il Festival di Imperia;
- 2016  – vince i tornei di Spoleto, Bad Wörishofen, Spilimbergo, Recco e Palmanova;
- 2017  – vince i tornei di Pavia e Mendrisio;
- 2018  – vince i tornei di Mendrisio, Ferrara, Nichelino e Montesilvano.

Il suo record nel rating FIDE lo ottiene nella classifica di gennaio 2007, con 2.510 punti Elo.